# Flüchtigkeit
Flüchtigkeit (auch Volatilität oder Verdunstungszahl) ist eine dimensionslose relative Kennzahl, die 
die Verdunstung eines Lösungsmittels beschreibt.

## Verdunstungszahl
Per definitionem wird die Flüchtigkeit angegeben als Verhältnis des Dampfdrucks des betrachteten Stoffs zum Dampfdruck des leicht flüchtigen Bezugsstoffs Diethylether (dieser bei 20 °C und 65 ± 5 % relativer Luftfeuchtigkeit):
{\displaystyle {\text{Flüchtigkeit}}={\frac {p_{\text{betrachtet}}}{p_{\text{Diethylether}}}}}
In Deutschland wird die Verdunstungszahl (VD) nach DIN 53170 bestimmt. Dabei wird die Zeit, in der ein Stoff komplett verdunstet (Verdunstungszeit = VDZ) mit der Zeit in Relation gesetzt, die Diethylether zum Verdunsten benötigt. 
{\displaystyle {\text{VD}}={\frac {VDZ_{\text{betrachtet}}}{VDZ_{\text{Diethylether}}}}}
Eine hohe Verdunstungszahl bedeutet relativ langsames Verdunsten, also eine geringe Flüchtigkeit.
Eine kleine Verdunstungszahl bedeutet schnelleres Verdunsten, also eine relativ hohe Flüchtigkeit.
| Lösungsmittel                         | Verdunstungszahl[1] |
| ------------------------------------- | ------------------- |
| Butyldiglykol                         | > 1200              |
| 2-Butoxyethylacetat                   | 250                 |
| Butylglykol                           | 163                 |
| N-Methylpyrrolidon                    | 095                 |
| Wasser                                | 080                 |
| Testbenzin 145-200 (K30)              | 035                 |
| Xylol                                 | 017                 |
| 1-Butanol                             | 033                 |
| 1-Methoxy-2-propanol                  | 028                 |
| Butylacetat (Essigsäure-n-butylester) | 011                 |
| Ethanol                               | 008,3               |
| Methylisobutylketon                   | 007                 |
| Toluol                                | 006,1               |
| Aceton                                | 002                 |
| Hexan                                 | 001,4               |

## Evaporation rate
In den USA wird die evaporation rate (E) über die Zeit und in Bezug auf Butylacetat bestimmt.
{\displaystyle {\text{Flüchtigkeit}}={\frac {t_{\text{90 (Butylacetat)}}}{t_{\text{90 (betrachtet)}}}}}
mit {\displaystyle t_{\mathrm {90} }} = Zeit, bis zu der 90 % der Probe verdunstet ist.
| Lösungsmittel       | Evaporation rate[2] |
| ------------------- | ------------------- |
| Methylethylketon    | 3,8                 |
| Aceton              | 5,6                 |
| Hexan               | 8,3                 |
| Ethanol, 95%ig      | 3,8                 |
| Naphtha             | 1,4                 |
| Xylol               | 0,6                 |
| 2-Methyl-1-propanol | 0,6                 |
| Wasser              | 0,3                 |
| Testbenzin          | 0,1                 |

## Einteilung von Lösungsmitteln nach der Flüchtigkeit
| In Deutschland       | In Deutschland   | In den USA           | In den USA       |
| Klassifizierung      | Verdunstungszahl | Klassifizierung      | evaporation rate |
| -------------------- | ---------------- | -------------------- | ---------------- |
| sehr schwer flüchtig | > 50             | langsame Verdunstung | < 0,8            |
| schwerflüchtig       | 35…50            | mittlere Verdunstung | 0,8…3,0          |
| mittelflüchtig       | 10…35            | schnelle Verdunstung | > 3,0            |
| leichtflüchtig       | < 10             |                      |                  |